# Tenisz az 1904. évi nyári olimpiai játékokon
Az 1904. évi nyári olimpiai játékokon a teniszben két számban hirdetek győztest, mindkét számban a hazai játékosok nyertek minden érmet. 35 amerikaival szemben egyetlen német sportoló nevezett a teniszre. Szabadtéri pályán augusztus 29. és szeptember 3. között játszottak a versenyzők.

## Éremtáblázat
| Az 1904. évi nyári olimpiai játékok éremtáblázata teniszben | Az 1904. évi nyári olimpiai játékok éremtáblázata teniszben | Az 1904. évi nyári olimpiai játékok éremtáblázata teniszben | Az 1904. évi nyári olimpiai játékok éremtáblázata teniszben | Az 1904. évi nyári olimpiai játékok éremtáblázata teniszben | Olimpia  |
| ----------------------------------------------------------- | ----------------------------------------------------------- | ----------------------------------------------------------- | ----------------------------------------------------------- | ----------------------------------------------------------- | -------- |
|                                                             | Ország                                                      | Arany                                                       | Ezüst                                                       | Bronz                                                       | Összesen |
| 1.                                                          | Egyesült Államok (USA)                                      | 2                                                           | 2                                                           | 4                                                           | 8        |
|                                                             |                                                             |                                                             |                                                             |                                                             |          |
| Összesen                                                    | Összesen                                                    | 2                                                           | 2                                                           | 4                                                           | 8        |

## Érmesek
| Az 1904. évi nyári olimpiai játékok érmesei teniszben |                                                       |                                                       |                                                        |
| Versenyszám                                           | Arany                                                 | Ezüst                                                 | Bronz                                                  |
| férfi egyes                                           | Beals Wright · Egyesült Államok (USA)                 | Robert LeRoy · Egyesült Államok (USA)                 | Alphonzo Bell · Egyesült Államok (USA)                 |
| férfi egyes                                           | Beals Wright · Egyesült Államok (USA)                 | Robert LeRoy · Egyesült Államok (USA)                 | Edgar Leonard · Egyesült Államok (USA)                 |
| férfi páros                                           | Egyesült Államok (USA) · Edgar Leonard · Beals Wright | Egyesült Államok (USA) · Alphonzo Bell · Robert LeRoy | Egyesült Államok (USA) · Joseph Wear · Allen West      |
| férfi páros                                           | Egyesült Államok (USA) · Edgar Leonard · Beals Wright | Egyesült Államok (USA) · Alphonzo Bell · Robert LeRoy | Egyesült Államok (USA) · Clarence Gamble · Arthur Wear |